# Andy Hope 1930
Andy Hope 1930, seit 2010 Künstlername von Andreas Hofer, (* 1963 in München) ist ein deutscher Maler, Bildhauer und Installationskünstler.

## Leben und Werk
Von 1991 bis 1997 studierte Andreas Hofer an der Akademie der Bildenden Künste München und am Chelsea College of Art and Design in London. 2010 nahm er den Künstlernamen Andy Hope 1930 an, den er seitdem ausschließlich verwendet.
Andy Hope 1930 ist mit Werken in wichtigen Sammlungen vertreten, unter anderem in der Sammlung Lenbachhaus München, im Museum Abteiberg Mönchengladbach, im MMK Museum für Moderne Kunst Frankfurt, im Centre Pompidou Paris, im Belvedere Wien, im MARTa Herford, in der Sammlung zeitgenössischer Kunst der Bundesrepublik Deutschland Bundeskunstsammlung sowie in international bedeutenden Privatsammlungen. Die Städtische Galerie im Lenbachhaus, München, zeigte 2005 zahlreiche Werke in der ersten Museumsausstellung von Andreas Hofer. 2017 waren Werke von Andy Hope 1930 Teil der Hauptausstellung VIVA ARTE VIVA der 57. Biennale di Venezia.
Seit 2000 lebt und arbeitet Andy Hope 1930 in Berlin.

## Einzelausstellungen (Auswahl)
- 2019: Heedrahtrophia, Galerie Guido W. Baudach, Berlin
- 2019: Method of Error, Marc LeBlanc, Chicago
- 2018: Where did it come from!, Rat Hole Gallery, Tokyo
- 2018: A Space Philosophy: Plozloz And Beyond, Galerie Christine Mayer, München
- 2017: #believe, Lomex Gallery, New York
- 2015: Escapement (mit Madeleine Boschan), Neue Galerie Gladbeck, Gladbeck
- 2015: UNappropriated Activities, Hauser & Wirth Zürich, Zürich
- 2015: Prequel - Equal, Büro Weltausstellung / Wiener Art Foundation, Wien
- 2012: When Dinosaurs Become Modernists, Inverleith House in the Royal Botanic Garden Edinburgh
- 2012: Medley Tour by Andy Hope 1930, Kestnergesellschaft, Hannover (Kat.)
- 2011: Detour – Landscape in Progress II, Kunsthistorisches Museum und CAC Contemporary Art Club im Theseustempel, Wien (Kat.)
- 2011: Robin Dostoyevsky by Andy Hope 1930, Centro de Arte Contemporáneo, Málaga, Spanien (Kat.)
- 2010: Andy Hope 1930 at the Freud, Freud Museum, London
- 2009: White Space Black, Oldenburger Kunstverein, Oldenburg
- 2009: Andreas Hofer. Andy Hope 1930, Sammlung Goetz, München (Kat.)
- 2007: The Long Tomorrow, MARTa Herford, Herford (Kat.)
- 2007: Only Gods Could Survive, Metro Pictures, New York NY (Kat.)
- 2006: This Island Earth, Hauser & Wirth, London (Kat.)
- 2005: Neverworld Technik, Kunstverein Ulm, Ulm (Kat.) (mit André Butzer)
- 2005: Welt ohne Ende, Städtische Galerie im Lenbachhaus, München (Kat.)

Als Kurator:
- 2013: Six Nights of Studies in Sub-History Light, Galerie Sabine Kunst, München.[1]

## Gruppenausstellungen (Auswahl)
- 2018: Busan Biennale, Busan, Südkorea
- 2018: Social Facades. A Dialogue Between the MMK and Dekabank collections, MMK 1, Frankfurt
- 2018: Kunstraum Descartes, Düsseldorf
- 2018: Becoming Animal, Den Frie Centre of Contemporary Art, Kopenhagen
- 2017: VERTICAL HORIZON (screening), Hauser & Wirth, Los Angeles
- 2017: Sea, Sex and Sun, Galerie Christine Mayer, München
- 2017: Flaggen Seigen Die zehn Banner der Erfreuliche Universität, Kunst Halle Sankt Gallen, St. Gallen, Schweiz
- 2016: Aby Warburg. Mnemosyne Bilderatlas – Rekonstruktion – Kommentar - Aktualisierung, ZKM Karlsruhe, Karlsruhe
- 2016: I still believe in miracles: 30 years of Inverleith House, Royal Botanic Garden, Edinburgh

## Veröffentlichungen (Auswahl)
- Andy Hope 1930, Vertical Horizon Vol. 1 + Vol. 2, Heil, Axel (Hrsg.), Karlsruhe/London: fluid editions/Koenig Books, 2017 (Katalog anlässlich Beitrag zur Biennale di Venezia 2017)
- Medley Tour by Andy Hope 1930, Görner, Veit; Lotz, Antonia (Hrsg.), Köln: Verlag der Buchhandlung Walther König, 2012 (Ausstellungskatalog)
- Robin Dostoyevsky by Andy Hope 1930, Málaga: CAC Málaga, 2011 (Ausstellungskatalog)
- Andreas Hofer. Phantom Gallery, Buss, Esther, Roberto Ohrt (Hrsg.), Göttingen: Verlag Steidl Hauser & Wirth, 2009 (Ausstellungskatalog)
- Andreas Hofer. Andy Hope 1930, Goetz, Ingvild, Löckemann, Karsten, Urbaschek, Stephan (Hrsg.), München, 2009 (Ausstellungskatalog)
- Andreas Hofer. The Long Tomorrow, MARTa Herford (Hrsg.), Köln: Verlag der Buchhandlung Walther König, 2008 (Ausstellungskatalog)
- Andreas Hofer. Only gods could survive, Metro Pictures, New York, 2007 (Ausstellungskatalog)
- Andreas Hofer. This Island Earth, Steidl Hauser & Wirth (Hrsg.), Göttingen: Verlag Steidl Hauser & Wirth, 2006 (Ausstellungskatalog)
- Andreas Hofer. Welt ohne Ende, Städtische Galerie im Lenbachhaus München, MARTa Herford, Walther König, Köln, 2005 (Ausstellungskatalog)
- Neverworld Technik, Heckler & Koch, 2005 (Katalog zur gemeinsamen Ausstellung mit André Butzer im Kunstverein Ulm)
- Andreas Hofer. Peiner Block, Heckler & Koch, Berlin, 2005, (Künstlerbuch)
- Andreas Hofer. Galassia che vai, Galerie Bleich-Rossi, Graz, 2005 (Ausstellungskatalog)
- Andreas Hofer. Two Bad, Bernd Kugler, Innsbruck, 2005 (Ausstellungskatalog)
- Andreas Hofer. München – Bruckmühl und zurück, Heckler & Koch, Berlin 2004 (Künstlerbuch)
- Forever People, Possible Press, Berlin, 2002 (Künstlerbuch)